# Belgische Gouden Schoen 1957
De verkiezing van de Belgische Gouden Schoen 1957 werd in 1958 gehouden. Jef Jurion won de trofee voor de eerste keer. Hij was de eerste speler van RSC Anderlecht die de prijs in de wacht sleepte.

## De prijsuitreiking
De 20-jarige Jef Jurion werd eind jaren 50 ondanks zijn jonge leeftijd een van de leidersfiguren bij Anderlecht. De middenvelder had een uitstekende techniek en speelde ook al drie jaar in de nationale ploeg van België. Jurion kreeg in 1957 van de stemgerechtigden de voorkeur op Louis Carré van Club Luik. Voor de 32-jarige Carré, die in 1955 derde was geworden, was het zijn laatste echte kans op het binnenhalen van de Gouden Schoen.
Voor het eerst mocht er ook opnieuw gestemd worden op oud-winnaars. Hierdoor eindigden zowel Fons Van Brandt als Victor Mees opnieuw in de top 5.

## Top 5
| Nr. | Land            | Naam            | Club(s)        | Punten |
| --- | --------------- | --------------- | -------------- | ------ |
| 1.  | Vlag van België | Jef Jurion      | RSC Anderlecht | 147    |
| 2.  | Vlag van België | Louis Carré     | Club Luik      | 135    |
| 3.  | Vlag van België | Victor Mees     | Antwerp FC     | 87     |
| 4.  | Vlag van België | Jean Mathonet   | Standard Luik  | 57     |
| 5.  | Vlag van België | Fons Van Brandt | Lierse SK      | 42     |

1954 · 
1955 · 
1956 · 
1957 · 
1958 · 
1959 · 
1960 · 
1961 · 
1962 · 
1963 · 
1964 · 
1965 · 
1966 · 
1967 · 
1968 · 
1969 · 
1970 · 
1971 · 
1972 · 
1973 · 
1974 · 
1975 · 
1976 · 
1977 · 
1978 · 
1979 · 
1980 · 
1981 · 
1982 · 
1983 · 
1984 · 
1985 · 
1986 · 
1987 · 
1988 · 
1989 · 
1990 · 
1991 · 
1992 · 
1993 · 
1994 · 
1995 · 
1996 · 
1997 · 
1998 · 
1999 · 
2000 · 
2001 · 
2002 · 
2003 · 
2004 · 
2005 · 
2006 · 
2007 · 
2008 · 
2009 · 
2010 · 
2011 · 
2012 · 
2013 · 
2014 · 
2015 · 
2016 · 
2017 ·
2018 ·
2019 ·
2020 ·
2022 ·
2023 ·
2024